# Dombeya roseiflora
Dombeya roseiflora är en malvaväxtart som beskrevs av Arenes. Dombeya roseiflora ingår i släktet Dombeya och familjen malvaväxter. Inga underarter finns listade i Catalogue of Life.